# Hydraulisk gradient
Den hydrauliske gradient angiver ændringen i trykniveau pr. længdeenhed:
{\displaystyle {\frac {{\text{d}}h}{{\text{d}}l}}}
Strømninger løber altid i en retning, hvor trykket og lavere og forsøger derfor at udligne den hydrauliske gradient. Ved brug af Darcys lov kan vandføringen af en strømning igennem porøst medium, ud fra den hydrauliske gradient.